# Aponoea
Aponoea is een geslacht van vlinders van de familie tastermotten (Gelechiidae).

## Soorten
- A. obtusipalpis Walsingham, 1905
- A. pruinosella Chrétien, 1915